# جهاز المخابرات الخارجية (روسيا)
جهاز المخابرات الخارجية (الروسية: Слу́жба вне́шней разве́дки) هي وكالة المخابرات الخارجية في الاتحاد الروسي، تعمل في الغالب في الشؤون المدنية. تُعد مديرية المخابرات الرئيسية الرديف العسكري لخدمة المخابرات الخارجية. خدمة المخابرات الخارجية تخلف منذ ديسمبر 1991 امديرية الرئيسية الأولى التابعة للجنة أمن الدولة. يقع مقر خدمة المخابرات الخارجية في مقاطعة ياسنسفا في موسكو.
بخلاف خدمة الأمن الاتحادية، تقع على المخابرات الخارجية مسؤولية أعمال المخابرات والتجسس خارج الاتحاد الروسي. تعمل بالتعاون مع مديرية المخابرات الرئيسية، والتي أفيد بأن لها جواسيس أكثر بست مرات من المخابرات الخارجية منتشرون في البلدان الأجنبية عام 1997. وللمخابرات الخارجية صلاحية مناقشة التعاون مع هيئات المخابرات الأجنبية في مجالات مشاركة المعلومات المخابراتية ومكافحة الإرهاب، وتقدم التحليل المخابراتي لرئيس الاتحاد الروسي.

## وصلات خارجية
- الموقع الرسمي لخدمة المخابرات الخارجية